# 塔爾帕 (新墨西哥州)
塔爾帕（英語：Talpa）是位於美國新墨西哥州陶斯縣的普查規定居民點。

## 人口
根據2020年美國人口普查的數據，塔爾帕的面積為3.41平方千米，當中陸地面積為3.39平方千米，而水域面積為0.02平方千米。當地共有人口960人，而人口密度為每平方千米281.52人。